# Barraca de Vinya del Mas Coll I
La Barraca de Vinya del Mas Coll I es troba al Parc de la Serralada Litoral, concretament a Alella (el Maresme).

## Descripció
Excavada directament al sauló, al marge superior del camí. De fet són dues coves seguides, una amb dues entrades i l'altra (molt més gran) amb tres. Aquesta darrera té una llargada d'uns 11 m i una amplada que oscil·la entre els 1,30 i els 2,30. És la més gran de les excavades al sauló que s'han localitzat al Parc i, abans d'entrar-hi, cal vigilar que no hi hagi cap eixam.

## Accés
És ubicada a Alella, al camí que puja des de la urbanització Mas Coll d'Alella cap al GR 92 i el Turó d'en Galzeran. És al marge dret passades la Font dels Eucaliptus i la del Safareig. Coordenades: x=439350 y=4595507 z=332.